# Марко Поповић (кошаркаш, 1984)
Марко Поповић (Сарајево, 3. март 1984) је српски кошаркаш. Игра на позицији плејмејкерa, а тренутно наступа за Слогу.